# Mount Pálsson
Mount Pálsson ist ein wuchtiger, markanter und 1190 m hoher Berg an der Bowman-Küste des Grahamlands auf der Antarktischen Halbinsel. Er ragt am nördlichen Ende des Whirlwind Inlet zwischen dem Flint- und dem Demorest-Gletscher auf.
Luftaufnahmen entstanden bei der United States Antarctic Service Expedition (1939–1941). Das UK Antarctic Place-Names Committee benannte ihn 1974 nach dem isländischen Naturforscher Sveinn Pálsson (1762–1840), einem Pionier der Glaziologie in Island.